# Джим Баєн
Джим Баєн (англ. Jim Baen; 22 жовтня 1943 — 28 червня 2006) — американський видавець та редактор науково-фантастичної літератури. Засновник видавництва Baen Books, що спеціалізується на друкуванні фентезі, фантастики, наукової фантастики тощо. У 1999 році заснував компанію Baen Software, що виробляє комп'ютерні ігри. У 2003 році створив Baen Ebooks, перше у світі успішне комерційне електронне видавництво.

## Біографія
Народився у 1943 році у Пенсільванії. У віці 18 років пішов в армію. Служив у Баварії. Згодом закінчив Міський коледж Нью-Йорка. Працював менеджером у фольклорному кафе. Далі влаштувався службовцем у відділі кадрів видавництва «Ace Books». У 1972 році став помічником редактора відділу готичної літератури. У 1973 році став редактором журналу «Galaxy Science Fiction», а наступного року ще й журналу «If». У 1980 році повернувся у «Ace Books» редактором фантастики.
У 1983 заснував власне видавництво «Baen Books». Видавництво спеціалізується на фантастичній літературі. Тут видавалися твори таких відомих фантастів як Девід Вебер, Джон Рінго, Ерік Флінт, Девід Дрейк, Лоїс Макмастер Буджолд, Елізабет Мун, Мерседес Лекей, Ларрі Нівен. У власному видавництві Джим Баєн був не лише керівником, але і активним редактором.
У 1999 році Баєн заснував інтернет-видавництво під назвою «Webscriptions» (у 2012 році перейменоване у «Baen Ebooks»).
У 2005 став засновником журналу наукової фантастики «Jim Baen's Universe». Журнал, під редакцією Еріка Флінта, вперше побачив світ у червні 2006 року. У журналі опубліковані твори Девіда Дрейка та Тімоті Зана. Журнал закрився у 2009 році.
Помер Джим Баєн 28 червня 2006 року від інсульту.